# ベトン弾

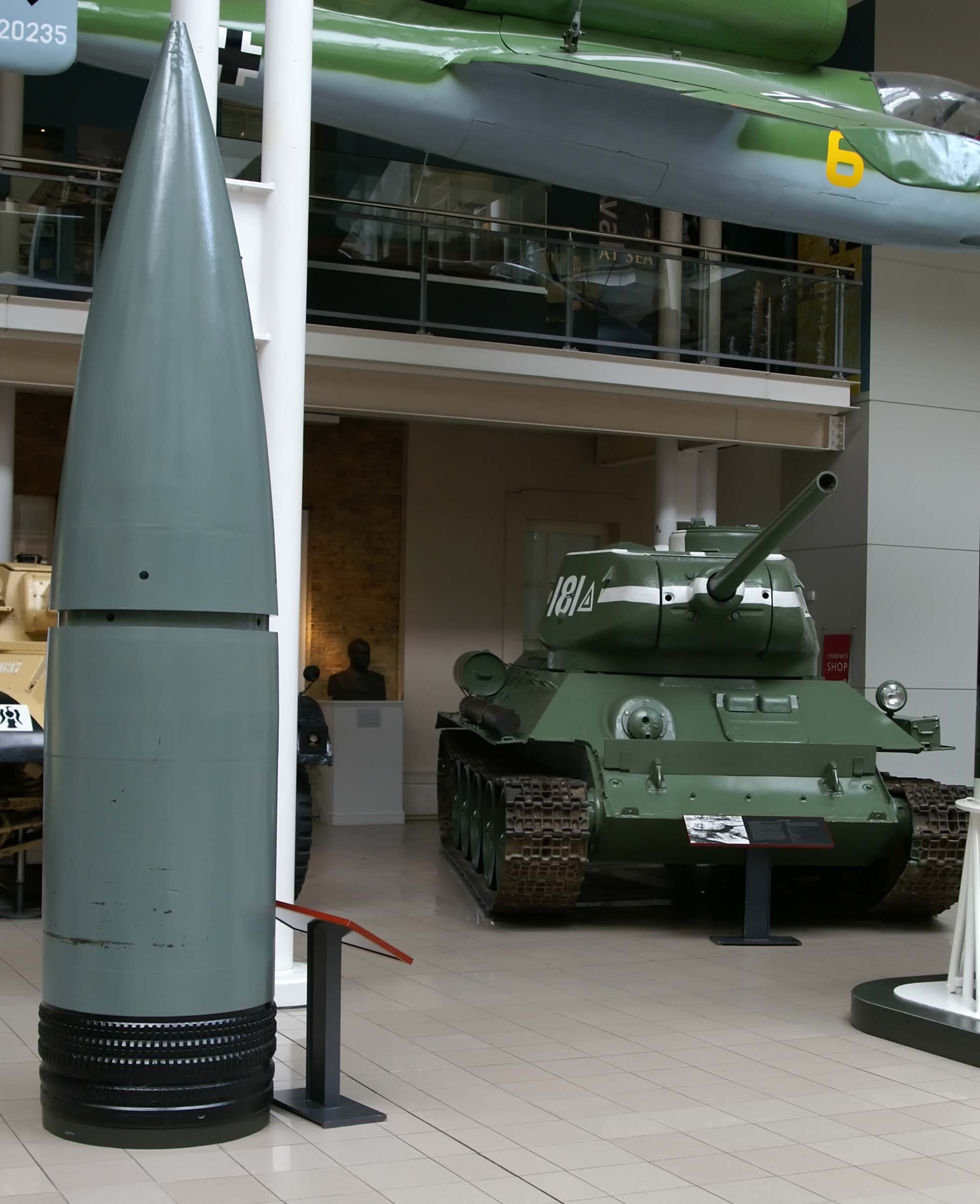
80cm列車砲の80cmベトン弾

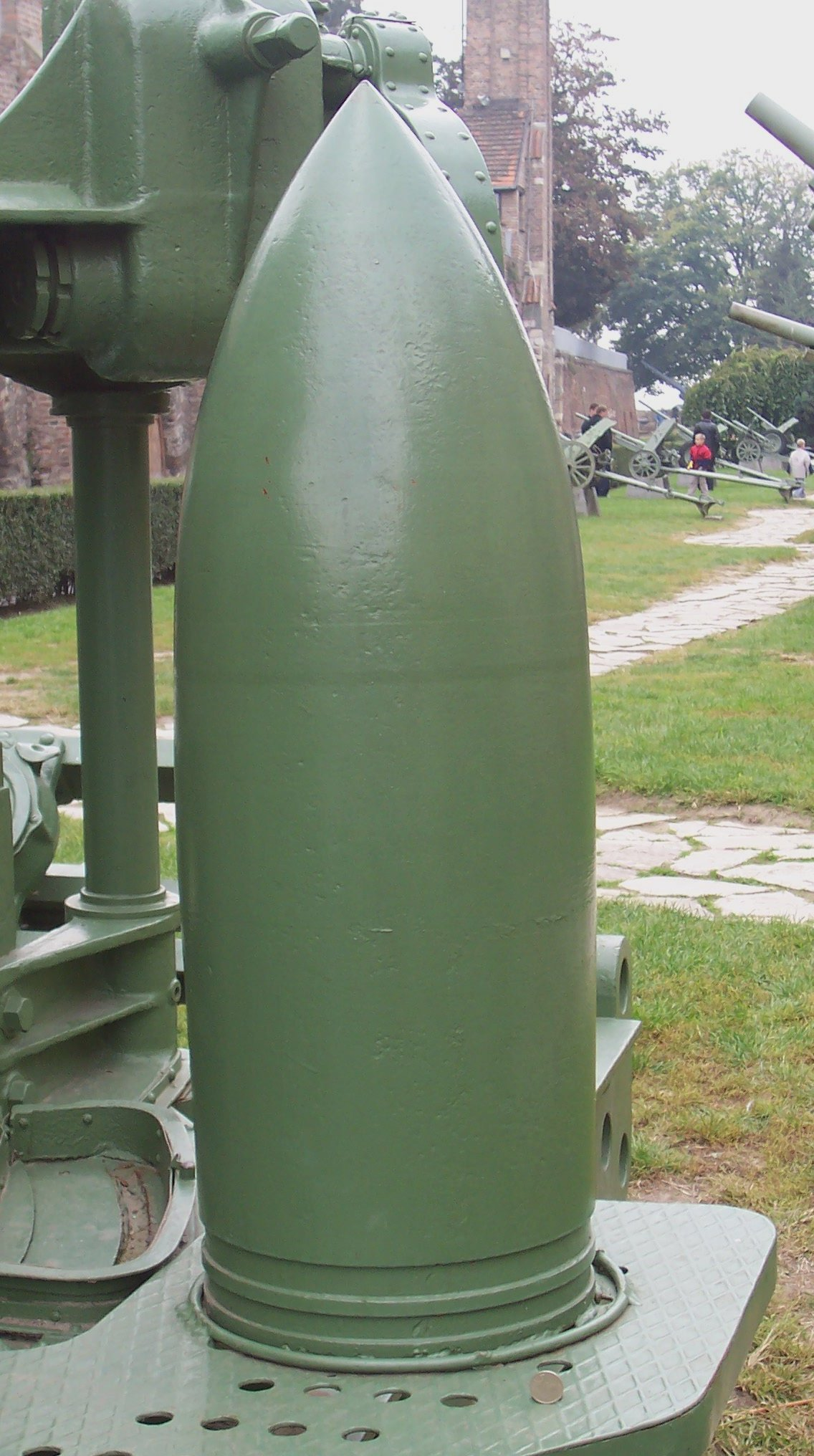
シュコダ30.5cm臼砲の30.5cmベトン弾
重量384kg

ベトン弾（ベトンだん、Betongranate）とは、要塞を破壊する目的で分厚い鉄筋コンクリートを貫通できるように作られた徹甲弾の一種である。破甲榴弾。
ベトン(Beton)とはフランス語やドイツ語でコンクリートのことである。通常の徹甲弾が戦車や戦艦の鋼鉄装甲を貫通することを目的にしているのに対して、ベトン弾は鉄筋コンクリートの分厚い壁を貫通することを目的として作られている。第一次世界大戦から第二次世界大戦まで使用されていた。現代では航空機から投下される地中貫通爆弾が使用されている。
厚さが1メートル以上にもなるコンクリートの壁を貫通するために砲弾重量は非常に大きく、数百キログラムから数トンにもなり、この巨大さから発射する火砲も非常に巨大になる。重砲、攻城砲などと呼ばれる。
歴史上最大のベトン弾は80cm列車砲の80cmベトン弾で重量は7.1トンもあり、7メートルの鉄筋コンクリートを貫通した。